# Amy Shark
Amy Shark, eigentlich Amy Billings (* 1986 in Gold Coast), ist eine australische Musikerin der Indie-Folk-Szene aus Queensland.

## Leben
Vor ihrer Musikkarriere arbeitete Amy Billings als Video-Editorin für ein Rugby-Team.
Nachdem sie einige Jahre lang Musik gemacht hatte, trat sie bei den Queensland Music Awards an und gewann schließlich in der Pop-Kategorie. Im Anschluss begann sie unter dem Namen Amy Shark landesweit zu touren und erhielt schließlich ein Kunststipendium, das es ihr ermöglichte, mit dem Produzenten M-Phazes an ihrem Song Adore zu arbeiten. Die Single wurde 2016 mehrmals im Radio gesendet und wurde Anfang 2017 zu einem Top-Drei-Hit in Australien. Shark unterzeichnete einen Vertrag bei dem Sony-Label Wonderlick, und ihre Debüt-EP Night Thinker belegte in den Album-Charts des Landes den zweiten Platz. Das Album erhielt sechs Nominierungen für den ARIA Award. Amy Shark gewann 2018 den mit 50.000 Dollar dotierten Songwriting-Wettbewerb von Vanda & Young.

## Diskografie
Alben
- 2010: Broadway Gossip (als Amy Cushway)
- 2012: It’s a Happy City (als Amy Cushway)
- 2018: Love Monster
- 2021: Cry Forever

EPs
- 2008: I Thought of You Out Loud (als Amy Cushway)
- 2008: Love’s Not Anorexic (als Amy Cushway)
- 2014: Nelson
- 2017: Night Thinker
- 2017: Up Next Session: Amy Shark
- 2021: Love Songs Ain’t for Us

Singles
- 2014: Spits on Girls
- 2016: Golden Fleece
- 2017: Weekends (AU: Platin)
- 2017: Adore
- 2017: Drive You Mad
- 2018: I Said Hi
- 2018: Don’t Turn Around
- 2018: Psycho (feat. Mark Hoppus)
- 2018: All Loved Up (AU: Platin)
- 2019: Mess Her Up
- 2020: Blood Brothers (AU: Gold)
- 2020: Everybody Rise
- 2020: C’mon (feat. Travis Barker)
- 2021: Love Songs Ain’t for Us (feat. Keith Urban)
- 2021: Baby Steps
- 2021: Amy Shark

Gastbeiträge
- 2019: The Reaper (The Chainsmokers feat. Amy Shark; AU: Platin)

## Auszeichnungen für Musikverkäufe
| Goldene Schallplatte - Neuseeland - 2021: für das Album Love Monster | Platin-Schallplatte - Neuseeland - 2020: für die Single Adore - 2021: für die Single I Said Hi |

Anmerkung: Auszeichnungen in Ländern aus den Charttabellen bzw. Chartboxen sind in ebendiesen zu finden.
| Land/RegionAuszeichnungen für Musikverkäufe (Land/Region, Auszeichnungen, Verkäufe, Quellen) | Gold     | Platin       | Verkäufe  | Quellen              |
| -------------------------------------------------------------------------------------------- | -------- | ------------ | --------- | -------------------- |
| Australien (ARIA)                                                                            | Gold1    | 19× Platin19 | 1.365.000 | aria.com.au          |
| Neuseeland (RMNZ)                                                                            | Gold1    | 2× Platin2   | 67.500    | radioscope.co.nz NZ2 |
| Insgesamt                                                                                    | 2× Gold2 | 21× Platin21 |           |                      |